# TTL 7486

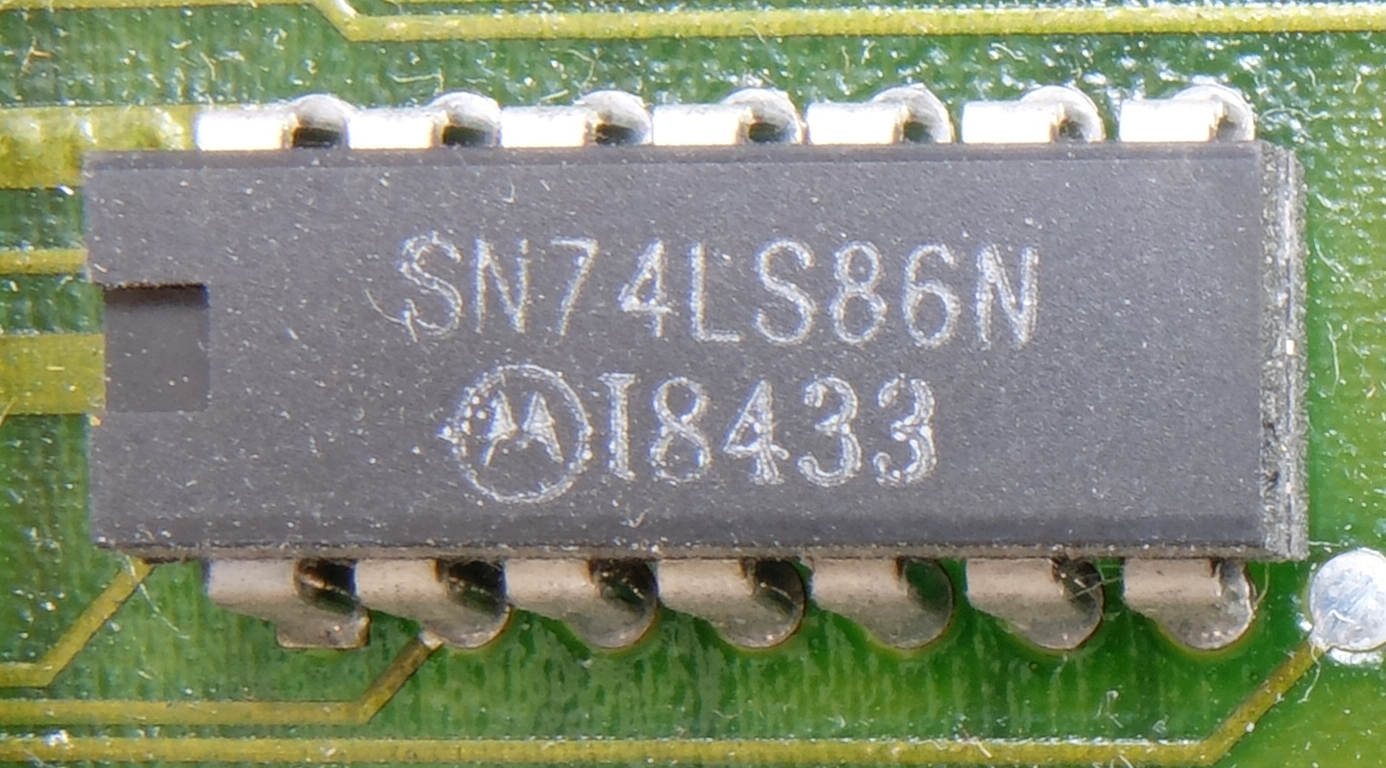
Circuito integrado SN74LS86 da Motorola

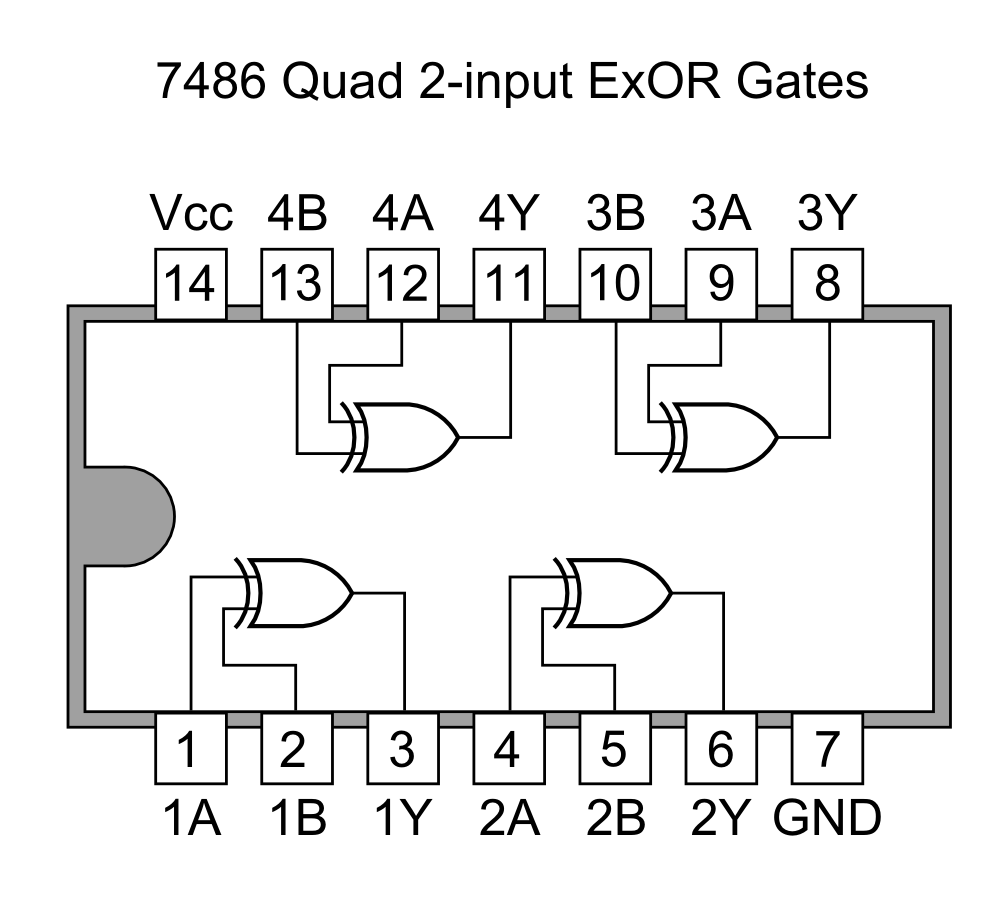
Diagrama de pinos de um circuito integrado 7486

Um die de circuito integrado SN74HC86

O circuito TTL 7400 é um dispositivo TTL que contém quatro portas XOR de duas entradas cada. As portas apresentam funcionamento independente. É encapsulado em um invólucro DIP de 14 pinos.